# Œ
Œ (minuskuła: œ)– litera alfabetu łacińskiego powstała jako ligatura liter o i e. Używana często w łacińskich tekstach na oddanie częstej w łacinie grupy oe. Występuje też w języku francuskim, gdzie jest wymagana ortografią (przykłady: œil – oko, cœur – serce, bœuf – wół).